# The Guild 2
The Guild 2 è un videogioco strategico in tempo reale ambientato nel tardo medioevo.
Lo scopo del gioco è sviluppare la propria dinastia e farla prosperare: si parte con una casa e con una sola persona creata dal giocatore (si sceglie il lavoro, l'aspetto, il segno zodiacale e le abilità), poi si costruisce la bottega e ci si può sposare, fare figli, ecc. È anche possibile entrare in politica e complottare contro altre dinastie.

## Modalità di gioco
Lavori
I lavori in The Guild 2 sono vari:
- Lavoratore Autonomo (Campo, panificio, osteria);
- Artigiano (fabbro (oreficeria o fabbricante d'armi), falegnameria, sarto, taglialegna, miniera);
- Erudito (tintureria (negozio di magia o dell'alchimista), chiesa (cattolica), chiesa (protestante));
- Fuorilegge (rifugio dei contrabbandieri, tana dei banditi)

Titoli
I titoli si possono acquisire nel municipio, eccoli:
- Cittadino (all'inizio è già applicato);
- Borghese;
- Aristocratico;
- Nobile;
- Langravio;
- Baronetto;

Nel gioco è anche possibile sposarsi: bisogna corteggiare lui/lei accompagnandolo/a, facendogli/le regali, congratulandosi con lui/lei e far sì che si innamori di te. Poi si chiede di sposarla. D'ora in poi si potrà utilizzare anche la moglie e costruire un suo edificio di lavoro. Si possono avere figli solo con il matrimonio. Si mandano a scuola, si mandano a fare l'apprendistato (a seconda del tipo di edificio imparerà una certa professione). Se mandati in una tintureria o una chiesa possono andare dopo l'apprendistato all'università.

## The Guild 2 Pirates of the European Seas
The Guild 2 Pirates of the European Seas (The Guild 2 Pirati dei Mari Europei) è un'espansione che aggiunge nuove mappe, nuovi lavori:
- Lavoratore Autonomo (capanno da pesca);
- Artigiano (niente di nuovo);
- Erudito (Lazzaretto);
- Fuorilegge (Covo dei Pirati);

Per tutti c'è il mercante (utilizza le navi).